# Richard Llewellyn
Richard Llewellyn (Pseudonym von Richard Doyle Vivian Llewellyn Lloyd) (* 8. Dezember 1906 in Hendon, Middlesex (heute London); † 30. November 1983 ebenda) war ein britischer Schriftsteller. Er behauptete, sein Geburtsort sei St. David's in West-Wales, was sich nach seinem Tode als Fiktion herausstellte.

## Biografie
Nach seinem Militärdienst und einer kurzen Tätigkeit als Filmregisseur begann er seine schriftstellerische Laufbahn. Sein Hauptwerk war der Roman "How Green was my Valley" (1939) (deutsch: So grün war mein Tal), eine Erzählung über eine walisische Bergbausiedlung, die sowohl 1941 unter dem Titel "Schlagende Wetter" von John Ford als auch 1975 unter dem Titel "How green was my valley" als sechsteilige Fernsehserie verfilmt wurde.
Zu seinen weiteren Werken zählen neben Dramen:
- "None but the Lonely Heart", 1943,
- "The Flame of Hercules", 1957,
- "Das neue Land der Hoffnung", 1959
- "Up into the Singing Mountain", 1963,
- "Green, Green My Valley Now", 1975,
- "I Stand On A Quiet Shore", 1982.

## Quelle
- "Chambers Biographical Dictionary", S. 936, Edinburgh 2002, ISBN 0-550-10051-2